# Teodoro Esfendóstlabo da Bulgária
Teodoro Esfendóstlabo (em búlgaro: Тодор Светослав; romaniz.: Todor Svetoslav; em grego medieval: Θεόδωρος Σφενδοσθλάβος; romaniz.: Theódoros Sphendostlábos), Osfentístlabo (᾽Οσφεντίσθλαβος) e Esfentístlabo (Σφεντίσθλαβος), foi o imperador da Bulgária entre 1300 e 1322. Não se conhece a data de seu nascimento. Ele foi um monarca sábio e capaz que trouxe estabilidade e relativa prosperidade para o Segundo Império Búlgaro depois de duas décadas de constantes intervenções da Horda Dourada nos seus assuntos internos. O reinado de Teodoro começou com a recuperação da Bessarábia Meridional para a Bulgária e, uns poucos anos depois, ele conseguiu derrotar os bizantinos e retomou a maior parte do norte da Trácia. Depois de 1307, Teodoro iniciou uma política externa de paz com os vizinhos que levou à expansão do comércio e da economia.
Além disso, Teodoro também lidou com os separatistas entre os nobres búlgaros, inclusive seu tio Aldimir. Ele perseguiu os traidores que ele considerava responsáveis pela interferência mongol e até mesmo o patriarca Joaquim III foi executado.

## Primeiros anos

Segundo Império Búlgaro sob Teodoro

Teodoro era filho de Jorge Terter I com sua esposa Maria. Logo depois da ascensão de João Asen III em 1279, seu pai se divorciou dela para conseguir se casar com a irmã do novo imperador e mãe e filho foram enviados para o Império Bizantino como reféns e assentados em Niceia.
A ascensão de seu pai ao trono em 1280 não mudou nada a situação, mas, no ano seguinte, Teodoro foi prometido em casamento (in absentia) à filha do sebastocrator João I Ducas da Tessália como parte de uma aliança diplomática. A sua jovem noiva chegou em Tarnovo, mas jamais se encontrou com seu pretenso marido.
Em 1284, Jorge Terter I concluiu um novo tratado com Andrônico II Paleólogo e mandou buscar sua primeira esposa, a princípio deixando Teodoro ainda como refém. O mesmo tratado requeria o fim da aliança com a Tessália e a pretensa noiva de Teodoro foi enviada para Constantinopla. Foi apenas em 1285 que o patriarca da Bulgária Joaquim III chegou à capital imperial e acordou a soltura de Teodoro, que agora deveria se casar com uma filha de um alto oficial da corte, João Sinadeno. Não sabemos se este casamento jamais se realizou.

## Atividades políticas
Na Bulgária, Teodoro foi feito co-imperador com o pai, que mandou cunhar moedas representando-os lado-a-lado. Mesmo assim, depois de um raide mongol particularmente devastador, Jorge Terter I despachou seu filho novamente como refém, desta vez para a corte de Nogai Cã, o líder de facto da Horda Dourada, por volta de 1289. Talvez como parte das mesmas negociações, a irmã de Teodoro, Helena, foi dada em casamento ao filho de Nogai, Tzacas. Em parte do tempo em que ficou exilado, Teodoro empobreceu e tentou melhorar sua situação se casando com a rica Eufrósine, uma afilhada da esposa de Nogai, Eufrósine Paleóloga, uma filha ilegítima do imperador Miguel VIII Paleólogo.
Teodoro finalmente saiu da obscuridade em 1298 ou 1299, quando ele acompanhou seu cunhado Tzacas numa invasão da Bulgária. A regência de João II fugiu de Tarnovo em 1299 e Teodoro ajudou a convencer a nobreza búlgara a aceitar Tzacas como governante. Porém, os exércitos do cã legítimo da Horda Dourada, Tocta, invadiram também o país atrás de Tzacas depois de terem assassinado Nogai e Teodoro rapidamente armou um complô para depor seu antigo aliado, estrangulando-o na cadeia em 1300. Teodoro se tornou o imperador da Bulgária e enviou a cabeça decepada de Tzacas como presente a Tocta, que, em retribuição, apoiou sua ascensão e retirou seus exércitos da Bulgária.

## Imperador da Bulgária

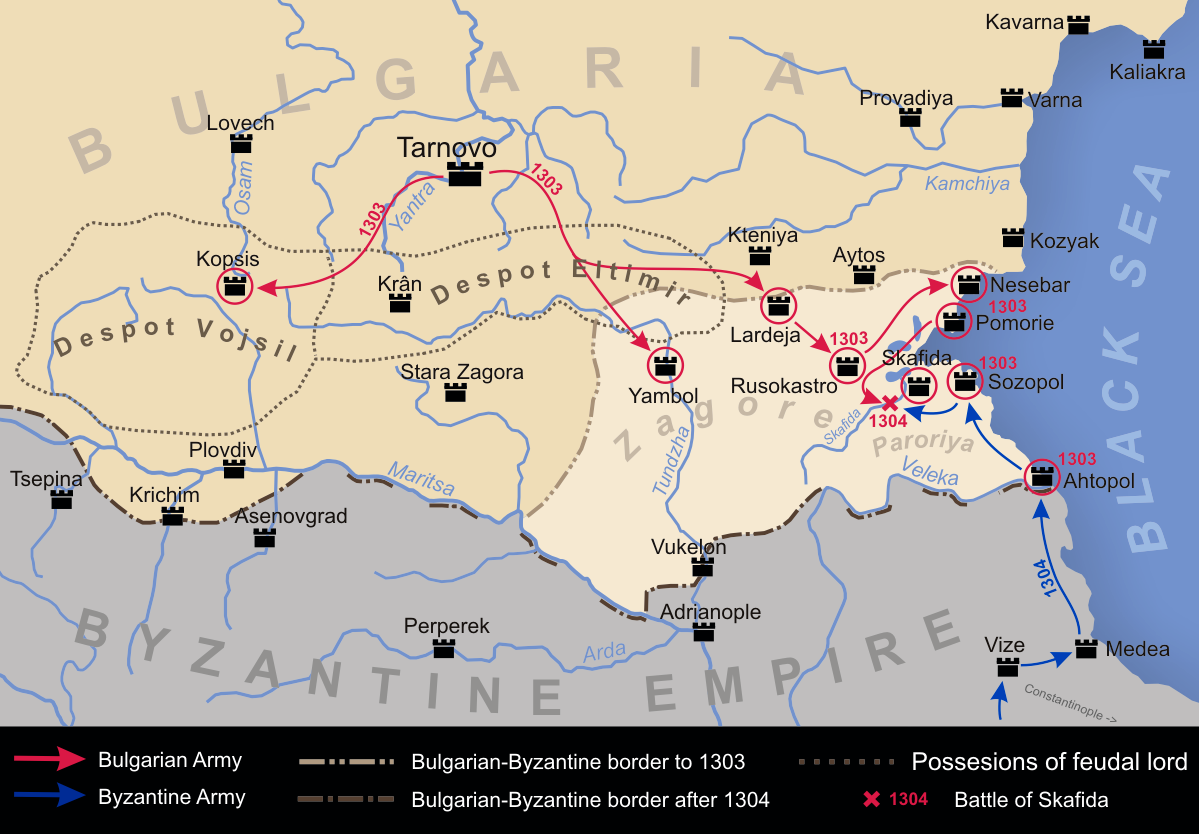
Campanhas de Teodoro em 1303-1304

O reinado de Teodoro foi um período de estabilização interna e pacificação do país, com o final da suserania mongol, a recuperação do controle sobre as províncias mais distantes e também da Trácia, que havia sido perdida para os bizantinos desde as guerras de Lacanas. O novo imperador perseguiu seus objetivos implacavelmente, punindo todos os que tentassem impedi-lo, incluindo seu antigo aliado, o patriarca Joaquim III, acusado de traição e executado. Em face à renovada brutalidade do imperador, algumas facções entre os nobres tentaram substituí-lo com outros candidatos ao trono, sempre com o apoio de Andrônico II. Um deles foi o sebastocrator Radoslau Vojsil, de Sredna Gora, um irmão do antigo imperador Emiltzos, que foi derrotado e capturado pelo tio de Teodoro, o déspota Aldimir (Eltimir), em Krăn por volta de 1301. Outro pretendente foi o antigo imperador Miguel Asen II, que tentou sem sucesso invadir a Bulgária com um exército bizantino no ano seguinte. Teodoro também trocou treze oficiais bizantinos capturados na derrota de Radoslau por seu pai, Jorge Terter I, e o assentou numa cidade não revelada numa vida de luxo.

### Expansão
Como consequência de suas vitórias, Teodoro se sentiu seguro o suficiente para passar para a ofensiva em 1303, capturando as fortalezas do norte da Trácia, incluindo Mesembria, Anquíalo, Sozópolis e Agatópolis no ano seguinte. O contra-ataque bizantino fracassou na Batalha de Skafida, perto de Poros (Burgas), na qual ele pôs o co-imperador Miguel IX Paleólogo em fuga. Mesmo assim a guerra continuou, com Miguel e Teodoro se revezando em destrutivos raides às terras um do outro. Em 1305, o tio de Teodoro, Aldimir, parece ter iniciado conversas com os bizantinos e o imperador búlgaro anexou suas terras em represália. No ano seguinte, ele conquistou os serviços dos mercenários alanos que trabalhavam para os bizantinos e os assentou na Bulgária, mas fracassou na sua tentativa de fazer o mesmo com os mercenários da Companhia Catalã, que também haviam se rebelado contra os bizantinos. A guerra terminou com um tratado de paz em 1307 reforçado com um casamento entre o viúvo Teodoro e Teodora, uma filha do co-imperador Miguel IX Paleólogo.
Teodoro permaneceu em paz daí até o final de sua vida. Suas campanhas para recuperar o controle centralizado das províncias mais distantes (como Vidin) provavelmente foram pacíficas e a parcamente documentada recuperação do Banato de Severino, que estava sob o controle do Reino da Hungria, deve ter sido realizada durante conflitos dinásticos na região. Em 1318, o rei da Sérvia Estêvão Milutino visitou Tarnovo apesar de sua aliança anterior com Andrônico II e seu divórcio da irmã de Teodoro, Ana Terter.
O único sinal de possíveis novos conflitos foram dois raides mongóis na Trácia bizantina em 1320 e 1321, mas estes foram provavelmente executados com a cooperação dos búlgaros e estão relacionados com o início da guerra civil entre Andrônico II e seu neto Andrônico III Paleólogo. Teodoro chegou a enviar apoio militar ao seu cunhado, Andrônico III, na esperança de conseguir capturar seu aliado.
Depois de um longo e vitorioso reinado, Teodoro morreu no início de 1322 e foi sucedido por seu filho Jorge Terter II.

## Família
Com sua primeira esposa, Eufrósine (Efrosina), Teodoro teve um filho, Jorge Terter II, que o sucedeu como imperador da Bulgária e reinou entre 1322 e 1323. Não se sabe se ele teve outros filhos com sua segunda esposa, Teodora Paleóloga, a filha do imperador bizantino Miguel IX Paleólogo.